# نیمه‌صحیح
در ریاضی نیمه‌صحیح عددی به شکل زیر است:
{\displaystyle n+1/2}
در حالی که {\displaystyle n} خود عددی صحیح است. مانند موارد زیر که همگی نیمه‌صحیح اند:
4½، 7/2، −13/2، 8.5
باید توجه داشت که نصف هر عدد صحیحی یک نیمه‌صحیح نیست. نصف یک عدد زوج خود عددی صحیح است نه نیمه‌صحیح، در نتیجه تنها نصف اعداد فرد نیمه‌صحیح هستند.
به صورت کلی اعداد نیمه‌صحیح را به شکل زیر نمایش می‌دهیم:
{\displaystyle \mathbb {Z} +{1 \over 2}.}